# Hang Lechuguilla
Hang Lechuguilla là một hang động ở Hoa Kỳ. Với chiều dài 222,6 km, là hang động dài thứ 7 thế giới đã được khám phá và là hang động sâu nhất ở Hoa Kỳ lục địa, với độ sâu 489 m. nhưng nổi tiếng nhất đối với địa chất bất bình thường, kiến tạo hiếm, và tình trạng nguyên sơ của nó.
Hang động này được đặt tên cho loài Agave lechuguilla, một loài thực vật được tìm thấy gần lối vào của nó. Lechuguilla nằm trong vườn quốc gia Carlsbad Caverns, New Mexico. Việc vào hang động này chỉ giới hạn cho các nhà nghiên khoa học đã được phê duyệt, các đội khảo sát và các công việc liên quan của Cục công viên quốc gia.